# ماركوس إنجنداي
ماركوس إنجنداي Marcus Ingendaay (ولد عام 1958 في بون) هو كاتب روائي ومترجم ألماني، له العديد من الترجمات لأعمال روائية باللغة الإنجليزية إلى الألمانية.
درس اللغتين الإنجليزية والألمانية وعلم المسرح في جامعتي كولونيا وكامبردج. وبعد الدراسة عمل كاتب نصوص دعائية ومراسلا صحفيا. ويعمل حاليا كاتبا حرا في ميونخ. وهو شقيق باول إنجنداي.
هو عضو في اتحاد المترجمين الأدبيين الألمان، وحصل على جائزة هاينريش ماريا ليدج روفولت للترجمة الأدبية وكذلك على جائزة هيلموت برايم للترجمة عام 2000.
كتب رواية بعنوان «سائقة سيارة الأجرة» ونشرت في دار روفولت عام 2003.
ترجم الكثير من الأعمال القصصية من اللغة الإنجليزية إلى الألمانية، فترجم للعديد ومنهم ألكسندرا أرتلي وكليفورد تشيس وكريس كليف وجاريث كرير ولوسي إلمان وويليام جاديس وديفيد فوستر والاس.